# Kamandar Madjîdau
Kamandar Madjîdau (n. 17 octombrie 1961, Amamlo⁠(d), Dmanisi Municipality⁠(d), Kvemo Karti, Georgia) este un luptător ce a reprezentat Uniunea Republicilor Sovietice Socialiste și Belarus, medaliat olimpic. A participat la 2 ediții ale Jocurilor Olimpice (1988, 1996) în care a câștigat o medalie de aur.